# 사토 다쿠미
사토 다구미(佐藤匠, 1983년 11월 19일 ~ )는 일본의 킥복싱 선수다. 일본 가나가와현에서 태어났다.

## 선수 정보

### 정보
키 187cm에 몸무게 108kg 정도로 나간다. 주 베이스는 가라테이고 그가 소속한 팀은 최배달이 창설한 극진회관에 소속하고 있다.

### 입식 격투 전적
- 13전 6승 7패(3 KO)

| 경기일자         | 상대                | 결과 | 내용           | 대회                                |
| ---------------- | ------------------- | ---- | -------------- | ----------------------------------- |
| 2010년 10월 2일  | 세르게이 하리토노프 | 패   | 1R KO          | K-1 월드 GP 2010 final              |
| 2010년 4월 3일   | 세르게이 라첸코     | 패   | 3R 판정        | K-1 월드 GP 2010 in Yokohama        |
| 2009년 8월 2일   | 김태영              | 패   | 4R 연장판정    | K-1 월드 GP 2009 in Seoul           |
| 2009년 8월 2일   | 유양래              | 승   | 4R 연장판정    | K-1 월드 GP 2009 in Seoul           |
| 2009년 3월 28일  | 호리 히라쿠         | 승   | 3R 1분 19초 KO | K-1 월드 GP 2009 in Yokohama        |
| 2008년 6월 29일  | 후지모토 쿄타로     | 패   | 3R 판정        | K-1 월드 GP 2008 in fukuoka         |
| 2008년 6월 29일  | 노다 미츠구         | 승   | 3R 판정        | K-1 월드 GP 2008 in fukuoka         |
| 2008년 4월 13일  | 나카사코 츠요시     | 패   | 3R 판정        | K-1 월드 GP 2008 in yokohama        |
| 2007년 12월 15일 | 로만 크레이블       | 패   | 3R 판정        | K-1 Fighting Network Czech Republic |
| 2007년 8월 16일  | 후지모토 쿄타로     | 패   | 4R 연장판정    | K-1 tryout 2007 survival            |
| 2007년 8월 16일  | 타카하기 츠토무     | 승   | 3R 판정        | K-1 tryout 2007 survival            |
| 2007년 4월 28일  | 빌리 홀             | 승   | 1R 2분 49초 KO | K-1 월드 GP 2007 in Hawaii          |
| 2006년 12월 2일  | 타카하기 츠토무     | 승   | 2R KO          | K-1 월드 GP 2006 final              |
| 2005년 8월 20일  | 모리구치 하지메     | 판정 | 3R 종료        | ICHIGEKI final                      |

## 타이틀
- 제17회 전일본 가라테 선수권 대회 준우승